# 田辺信宏
田辺 信宏（たなべ のぶひろ、1961年〈昭和36年〉8月20日 - ）は、日本の政治家、保護司。
静岡市議会議員（1期）、静岡県議会議員（3期）、静岡県静岡市長（3期）を歴任した。

## 来歴
静岡県静岡市生まれ。銀行員だった父の仕事の関係で、小学校の約5年半を東京都の麻布で、約半年を名古屋市で過ごしたのち、小学6年の秋に静岡に戻る。静岡市立城内小学校、静岡市立城内中学校、静岡県立静岡高等学校、早稲田大学政治経済学部政治学科卒業。早大を卒業した1985年に松下政経塾に入塾。1987年からイギリスのサセックス大学に留学し、国際関係論を専攻した。1990年に松下政経塾を卒塾し、学習塾に勤務する。その後静岡産業大学講師、静岡工科自動車大学校特別講師、早稲田大学マニフェスト研究所客員研究員、大樹総研特別研究員を務めた。

### 政界入り・静岡市議時代
1991年4月、静岡市議会議員選挙に出馬し、初当選を果たした。1995年の市議選には出馬せず、1995年に静岡県議会議員に鞍替えする。県議選には、1995年、1999年、2003年と3回当選。
2003年9月25日、3期目の任期途中に県議を辞職。

### 自民党離党・無所属時代
同年11月9日に行われた第43回衆議院議員総選挙に、静岡1区から無所属で出馬するも落選した。
2005年9月11日に行われた第44回衆議院議員総選挙に、静岡1区から無所属で出馬するも落選した。

### 2011年静岡市長選挙
2010年5月、翌2011年の4月に行われる静岡市長選挙への出馬を表明。選挙戦では、2011年3月11日に発生した東日本大震災を受け、「安心・安全な街づくり」を掲げて静岡市の災害対策の見直しを表明。また、議員定数削減、児童の医療費助成の拡大や観光の強化による景気回復、事業仕分けの実施による行財政改革を公約に掲げ、自由民主党や民主党・連合静岡の支援も受ける。
2011年4月10日、静岡市長選挙において減税日本公認の海野徹らを破り、当選を果たした。
※当日有権者数：584,696人 最終投票率：52.58%（前回比：pts）
| 候補者名 | 年齢 | 所属党派 | 新旧別 | 得票数    | 得票率 | 推薦・支持                   |
| -------- | ---- | -------- | ------ | --------- | ------ | ---------------------------- |
| 田辺信宏 | 49   | 無所属   | 新     | 135,224票 | 45.1%  | 自由民主党・民主党・連合静岡 |
| 海野徹   | 61   | 減税日本 | 新     | 125,419票 | 41.9%  |                              |
| 安竹信男 | 64   | 無所属   | 新     | 39,275票  | 13.0%  |                              |

### 2015年静岡市長選挙
2015年4月12日、同市長選挙で再選
※当日有権者数：580,292人 最終投票率：48.42%（前回比：-4.16pts）
| 候補者名 | 年齢 | 所属党派 | 新旧別 | 得票数    | 得票率 | 推薦・支持                   |
| -------- | ---- | -------- | ------ | --------- | ------ | ---------------------------- |
| 田辺信宏 | 53   | 無所属   | 現     | 184,856票 | 67.0%  | 自由民主党・公明党・新党改革 |
| 高田都子 | 62   | 無所属   | 新     | 68,895票  | 25.0%  |                              |
| 松浦敏夫 | 62   | 無所属   | 新     | 22,066票  | 8.0%   | 日本共産党                   |

### 2019年静岡市長選挙
2019年4月7日、同市長選挙で自由民主党・連合静岡・JAなど400以上の企業・団体の推薦を受け鉄壁の組織戦を展開したが得票率は50％を下回った。保守系候補である元静岡市長の天野進吾（旧自由民主党所属、静岡市議会議員（2期）、静岡県議会議員（9期）、静岡県旧静岡市長（2期））も出馬した選挙となったことで苦戦し、前回の選挙から得票数を減らしたものの、3選。
※当日有権者数：584,837人 最終投票率：48.76%（前回比：+0.34pts）
| 候補者名 | 年齢 | 所属党派 | 新旧別 | 得票数    | 得票率 | 推薦・支持           |
| -------- | ---- | -------- | ------ | --------- | ------ | -------------------- |
| 田辺信宏 | 57   | 無所属   | 現     | 138,454票 | 49.6%  | 自由民主党・連合静岡 |
| 天野進吾 | 77   | 無所属   | 元     | 107,407票 | 38.4%  |                      |
| 林克     | 63   | 無所属   | 新     | 33,322票  | 12.0%  | 日本共産党・新社会党 |

### 2023年静岡市長選挙
2023年静岡市長選挙に現職として4選を目指していたが、2022年9月の台風15号に伴う初動対応の不手際や、地元経済界が元静岡県副知事の難波喬司を支援する意向を示したことなどが影響し、同年12月2日の市議会定例会で任期限りでの退任を表明。2023年4月12日、任期満了により退任した。

## 静岡県知事との関係
田辺と川勝平太静岡県知事との間では各種政策を巡る対立が報じられることが多い。
2015年5月には、川勝知事が静岡市の二重行政を解消する手段として静岡「県都構想」を主張。大阪都構想と同様に、静岡市を廃止し、3つの特別区に分割した上で区長と区議会を置き、地域の実情に即した政策を推進していくことが同市の実情に合っていると主張した。これに対して田辺は、川勝知事の構想は権限や財源をより現場に近い自治体に委譲していく地方分権の流れに逆行しているとして、反対を表明。また、大都市地域における特別区の設置に関する法律では人口が計200万人以上の地域が特別区を設置できると定められているため、静岡市の人口規模では特別区を設置するための法的根拠がないと批判した。

### 川勝知事と田辺市長が対立していた問題
- JCHO桜ヶ丘病院移転問題
- 静岡市歴史文化施設事業
- 防災権限移譲問題[17]
- 新サッカースタジアム建設問題
- 三保の松原 松枯れ対策問題
- 中央新幹線合意問題[18][19]

## 主張・発言
- 2011年4月、議会の定数削減や行政改革を公約」として与野党相乗りのオール与党体制での市議会の応援を受けて当選したが、当選後の記者団からの公約に関する質問には答えなかった[20]。
- 2012年1月6日、橋下徹大阪市長の政治手法について、「独裁は絶対にダメだ。橋下市長と私は決定的に手法が違う」「独裁は長続きしないことは、北朝鮮の情勢を見ても明らかだ。」と述べた[21]。
- 2014年、静岡市・浜松市が目指した第42回先進国首脳会議（サミット）の誘致で、田辺は県に説明なく、誘致を断念する意向を外務省に伝えた。川勝知事は慌てて火消しに走ったが、会場は伊勢志摩（三重県）に決まった[22]。
- 2015年4月 市長選挙のアンケートで浜岡原発の再稼働反対と回答[23]。
- 2015年 LRT（次世代路面電車）の導入を公約に掲げた[24]。
- 2015年4月12日、市長選にて当選し、「どの地域、どの世代の市民にも、二期目を任せてよかったと思ってもらえるようにする」と抱負を語った[25]。
- 2017年4月21日、川勝知事が「（六月の知事選で）投票率が50％に満たなければ、当選してもすぐに辞職する」と発言したことに対し「公的におっしゃったことなので、責任を持ってくださいと申し上げたい」と述べた[26]。
- （JCHO桜ヶ丘病院移転問題）田辺市長が進める清水庁舎跡地への移転と、住民が求める隣の桜ヶ丘公園への移設とで意見が対立している問題で、静岡市は2017年2月4日から3月3日にかけてタウンミーティングを開催した[27]。清水庁舎跡地は静岡県が公表した津波浸水想定区域に含まれる[28]ため不安の声が上がった。静岡県は2019年4月作成の「静岡県医療救護計画」にて、救護病院指定指針について想定津波浸水域に開設・移転する病院を除く旨を明記した[29][30]。
- （歴史文化施設建設問題）2018年11月8日、新たな遺構が発見されたことに伴い、川勝知事が歴史文化施設建設の計画見直しを求めたことについて、田辺は定例記者会見で「見直すことは考えていない」と述べ、県の求めには応じない姿勢を示した[31]。2019年8月30日 歴史文化施設の「静岡藩と新生静岡」というコーナーに1961年頃の模型を製作して展示すると発表し、当時の街並み写真を募集した[32]。
- （清水庁舎移転問題）[33][34] 2019年3月19日、テレビ静岡の市長立候補予定者討論の場で、清水庁舎移転に関して、天野進吾候補が「庁舎は壊さず、図書館や公民館など、子供たちの学びや市民の憩いの場にしたい」と述べた事について、田辺は「清水区の図書館は桜橋にすでに1つある（清水中央図書館）ので二重投資でムダ」と反論した[要出典]。静岡市は清水庁舎の解体・移設費用として約85億～90億円を見込んでいる[35]。市長選の期日前出口調査では、清水庁舎移転に対して「反対」「どちらかといえば反対」が42％、「賛成」「どちらかといえば賛成」が27.9％だった[36]。2019年9月2日、清水庁舎の移転の是非について「住民投票はしない」と明言した。理由として4月の静岡市長選で信任されたことや住民投票の実施に多額の費用がかかることなどを挙げた[37][リンク切れ]。
- （清水区振興策）2019年3月19日、テレビ静岡の市長立候補予定者討論の場で、清水区振興について問われた際に、天野候補が「清水市と静岡市の合併のモデルとしたのは、博多と福岡なのです、今の福岡市は成功している、今一度、博多の良さと精神を学び・・・」と述べていたところに「清水は今でも活気がありますよ。港まつりのかっぽれを見て下さい」と口を挟み、天野は「かっぽれだけで活気があるとか言うなんて清水区民が可哀想ですよ」と反論した[要出典]。清水区では合併後の人口流出が顕著であることなどから不満の声が上がっている[38]。
- 2019年3月20日、静岡青年会議所主催の静岡市長選挙公開討論会席上で、田辺市長は「この8年で節約に節約を重ねて、市債残高は400億円も減らした、これからは投資の時代です」と述べた[要出典]。一方で、読売新聞は「8年間で市債残高は4869億円で900億円増えた。新年度予算案では50億円不足し基金から取り崩した」と報じている[35]。
- 2019年3月24日 静岡市長選挙の第一声で田辺は、「ワールドクラスの世界に輝く静岡を作っていきたい」と述べた[39]。しかし中日新聞によると、ふるさと納税の収支について年間7億2千万円が市外に流出しており、県内1位のワースト記録となっている[40]。
- 2019年4月8日、市長就任後、田辺は県庁を訪れ、川勝知事に「選挙も終わりノーサイドにしたい」と伝えた。川勝知事は「（不仲を）ちゃらにしたいなら、市民がつきつけた批判を謙虚に受け止め、話し合うことが大事」と語り、清水区の庁舎・病院移転や、歴史文化施設の整備計画を見直すよう、あらためて求めた。なお、田辺は庁舎・病院移転は「スピード感を持って市街地の活性化策を考えなければいけない」と話し、計画変更の考えはないことを強調した[41]。
- 2019年4月24日、静岡市定例記者会見において、川勝知事宛に田辺市長との不仲を心配した8歳の少女から「ニコニコで、ケンカせずがんばってください」と手紙が届いた件で、田辺は「私もニコニコで努めたいと思っているので、県知事もニコニコで努めていただきたい。」と述べた後、川勝知事が要請した県市連携、特命担当理事の設置の件について「すでに副知事と副市長で連携が出来ている」「ちゃんとパイプがあるのでそれに委ねればいい」と答えた[42]。
- 2019年6月27日、静岡市議会6月定例会で、「昭和は成長拡大の時代だったが、令和は成熟・持続可能な時代にしなくてはいけない。そういう大きな時代認識をもとに、鉄鋼や造船などの重厚長大産業は清水の経済の役には立たない。」と発言したが、議員の一部から軽率な発言として批判の声が上がり、議会に発言の削除を申し入れた[43]。
- 2019年12月12日、市内の市立小中学校生約4万7千人中、33人が給食で宗教上の配慮が必要であることが判明したとして、2020年度中にも「豚肉や料理酒など食べられない食材を除いた給食を提供できるようにしたい」「多文化共生を目指す中で学校給食の対応は自治体としての標準装備だと思う」と述べ、学校給食の変更検討を発表した[44]。
- 2020年2月3日、定例会見において、静岡市内の病院受け入れ態勢について、「指定感染症病院が市内、静岡病院だけで一種で2床、二種で4床で6床しかないため、それ以上の搬送が出た場合どうするのか静岡市消防局が不安視している。（他市の指定感染症病院である）島田市民病院や富士中央は地元の患者を対応優先したいと思うが、連携はできているのか」との問いに対し、田辺は「（これから）連携体制をしっかり取っていく」と答えた[45]。
- 2020年2月6日、J1清水エスパルス社長に就任した山室晋也が、田辺市長を表敬訪問した際にサッカースタジアムの新設を直訴した。山室が「サッカーが熱い静岡市ですから、ぜひとも見合ったスタジアムをお願いしたい」と訴えると、田辺は「コア（熱心な）サポーターみたいなことを言わないで」とこぼしつつも、「御社の意向と我々の行政計画を合わせていきたい」と答えた[46]。
- 2020年7月7日、定例会見において、NHK記者が私的な場で田辺にパワハラを受けたと指摘した。田辺は「指摘されたことについては2人の間で謝罪した」と述べたが、記者が発言の撤回及び説明をしつこく主張したため記者会見を妨害する形となり、改めて市長が説明する機会を設けるという話で落ち着いた[47]。
- 2020年7月21日、市長定例会見において、NHK記者へのパワハラ問題について釈明した。田辺は記者から要請を受けて面会した際や電話で話をした際に「自分の都合の悪いものを抑え込もうとなさる姿勢」と捉えられかねない発言があったと認めたうえで、市にとって都合の悪いことを報道しないでとお願いしたわけではない、と説明した[48]。
- 2021年1月8日、静岡市の成人式（1月3日）を直前に中止したことについて、「今からすると舌足らずだったと反省している」と述べた。2020年12月24日の定例記者会見では「感染者数が落ち着いているので、現時点では（通常）開催していきたい」との意向を示していたが、28日にオンラインで開催することに変更していた[49]。一方、6日には県内企業トップ約250人が集まった賀詞交歓会があったが、こちらは通常開催されており田辺や川勝知事が出席しスピーチしていた[50]。

## 過去 市長選挙での公約
- 2011年 市長選 『議会の定数削減、行政改革』[20]
- 2015年 市長選 『市民七十万人の活力維持』[51]
- 2019年 市長選 『歴史博物館建設など公共投資による経済活性化』[52]

## 朝鮮通信使ユネスコ世界記憶遺産登録
- 2012年4月7日 田辺市長は朝鮮通信使のユネスコ世界記憶遺産登録を願い、第56回静岡まつりに在日本大韓民国民団が初参加し、朝鮮通信使行列を行った。
- 2014年6月20日 市議会6月定例会総括質問で「朝鮮通信使」のユネスコ世界記憶遺産登録を目指す推進組織への参加を表明した[53]。
- 2018年10月31日 「朝鮮通信使に関する記録」のユネスコ世界記憶遺産への登録が決定[54]。
- 観光の目玉として建設を予定している「歴史文化施設」において、ユネスコ世界の記憶と朝鮮通信使を展示予定となっている[55]。

## 著書
- 山田宏・田辺信宏著、東京政経塾編 「腐敗なき政治 : 日本の議員が見た英国総選挙」 ぱる出版、1992年 ISBN 9784893863119